# SZ Lyncis
SZ Lyncis eller HD 67390, är en dubbelstjärna belägen i den norra delen av stjärnbilden Lodjuret. Den har en kombinerad skenbar magnitud av ca 9,58 och kräver åtminstone ett mindre teleskop för att kunna observeras. Baserat på parallax enligt Gaia Data Release 3 på ca 1,91 mas, beräknas den befinna sig på ett avstånd på ca 1 700 ljusår (ca 520 parsek) från solen. Den rör sig bort från solen med en heliocentrisk radialhastighet på ca 34 km/s.

## Egenskaper
Primärstjärnan SZ Lyncis A är en vit till blå underjättestjärna av spektralklass F0 IV-V. Den har en massa som är ca 1,7-2,0 solmassa, en radie som är ca 2,7 solradier och har ca 20 gånger solens utstrålning av energi från dess fotosfär vid en effektiv temperatur av ca 7 100 K.
SZ Lyncis är en spektroskopisk dubbelstjärna med en omloppsperiod på 3,2337 ± 0,0022 år och en excentricitet på 0,19. En minskning av longituden för periapsis har upptäckts, vilket kan tyda på att följeslagaren faktiskt är en snäv binär. Primärstjärnan är en Delta Scuti-variabel med en huvudpulseringsfrekvens på 8,296943 ± 0,000002 cykler per dygn. 23 frekvenser har identifierats, varav 14 är multiplar av huvudfrekvensen. Modeller av stjärnegenskaperna tyder på att den är nära slutet av stadiet med nukleär fusion av väte i dess kärna, eller att den precis har börjat med fusion i yttre skalet. Följeslagaren är sannolikt en huvudseriestjärna med spektralklass i intervallet F2 V - K3 V.

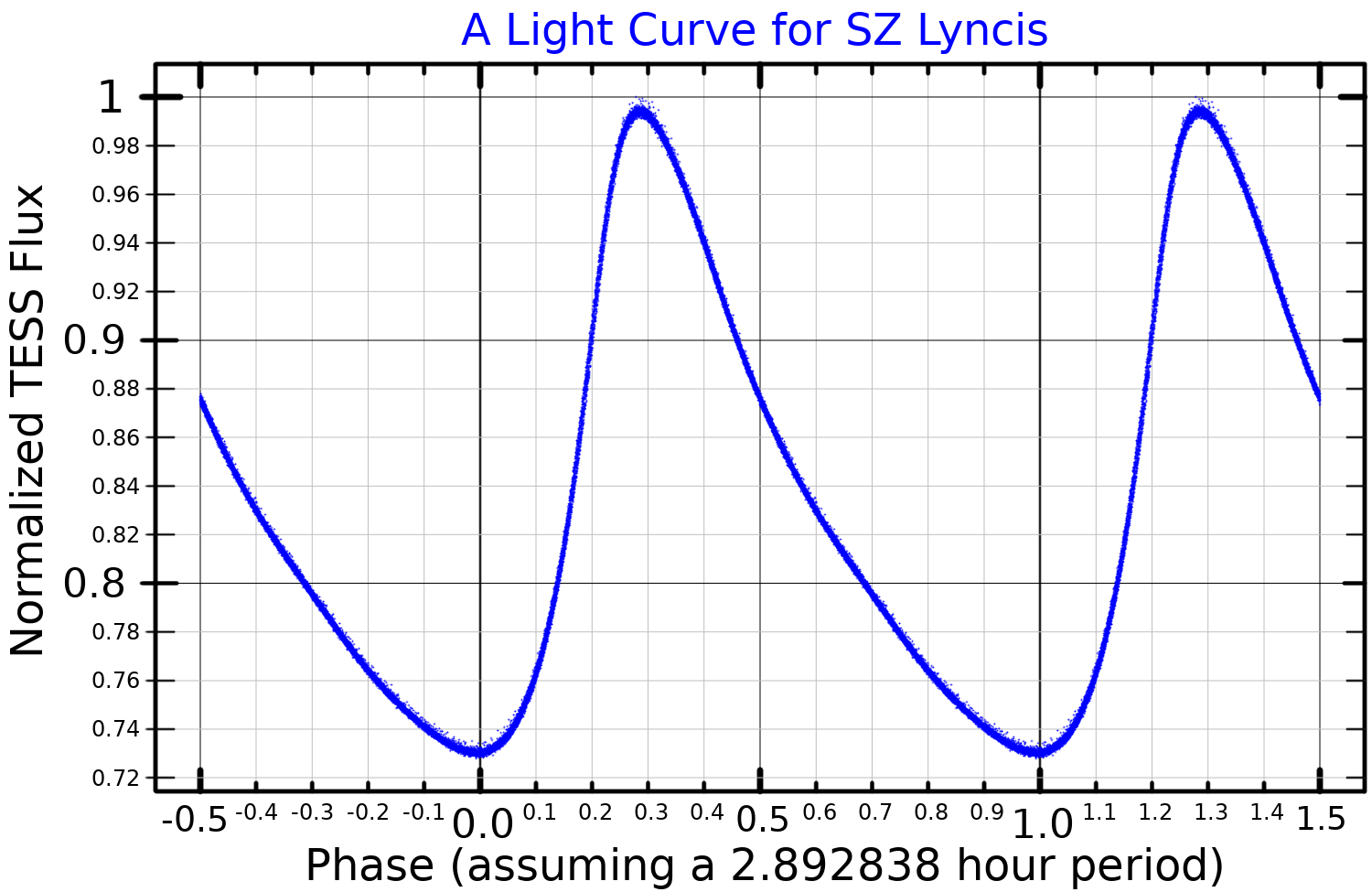
Ljuskurva för SZ Lyncis, plottad från TESS-data

Variabiliteten hos SW Lyncis tillkännagavs 1949 av C. Hoffmeister. V. Zessewitch skapade en ljuskurva från fotografiska observationer, som visar en period på 0,25 dygn. H. Schneller klassificerade den 1961 som en kortperiodisk RR-Lyrae-variabel. O.J. Eggen fann 1962 en period på 0,12 dygn, eller hälften jämfört med tidigare mätningar. P. Broglia noterade 1963 att magnitudvariation med en amplitud på ca 0,5 hos SZ Lyncis är mer överensstämmande med en dvärgcepheid av AI Velorum-typ (senare kallad en Delta Scuti variabel).
Jämförelse av tiderna för maximalt ljus gjord av A.M. van Genderen 1967 visade en variation i perioden. Denna följde en sinusvåg med en period på 1 129 dygn. År 1975 bekräftade T.G. Barnes och T.J. Moffett periodvariationen och föreslog att den orsakas av en ljus-restidseffekt i en enkelsidig spektroskopisk dubbelstjärna med en omloppsperiod på 3,14 år. Mätningar av radiell hastighet gjorda av C. Bardin och M. Imbert 1984 bekräftade dubbelstjärnan.